# Phidippus adonis
Phidippus adonis là một loài nhện trong họ Salticidae.
Loài này thuộc chi Phidippus. Phidippus adonis được Edwards miêu tả năm 2004.